# Сусидко, Пётр Иванович
Пётр Ива́нович Сусидко (12 мая 1924 — 11 декабря 1998) — советский и российский энтомолог. Доктор биологических наук (1971). Академик ВАСХНИЛ (1978, член-корреспондент с 1973), академик РАСХН. В 1972—1979 годах — директор Всесоюзного научно-исследовательского института кукурузы, в 1979—1982 годах — главный учёный секретарь Президиума ВАСХНИЛ. Кавалер трёх орденов Трудового Красного Знамени.

## Биография
Родился в с. Старый Орлик Кобелякского района.
Окончив десятилетку с золотой медалью, поступил в Днепропетровский сельскохозяйственный институт. Участник ВОВ. Заканчивать его пришлось уже после войны (1950).
После окончания института — аспирант (1950—1953), старший научный сотрудник (1953—1956) Украинского НИИ зернового хозяйства.
Старший научный сотрудник (1956—1964), заведующий лабораторией энтомологии (1964—1979), директор (1972—1979) НИИ кукурузы. Главный учёный секретарь (1979—1982) Президиума ВАСХНИЛ, профессор (1982), заведующий кафедрой защиты растений (1983—1990) Всесоюзного СХИ заочного образования.
Дочь — музыковед И. П. Сусидко, Н.П. Шевченко.
Умер в 1998 году. Похоронен на Красногорском кладбище (бывш. ЗАО Горбрус).

## Научная деятельность
Основные научные работы посвящены проблеме защиты растений от вредителей. Изучал наземных вредителей и тех, что живут в почве, предложил эффективные способы борьбы с ними. Впервые в стране осуществил широкое биоцентричное и экологическое изучение вредного энтомофауны озимой пшеницы в условиях орошения, исследовал динамику численности основных вредителей этой культуры, дал теоретическое обоснование их массового развития. Внедрил в производство комплексную систему защиты кукурузы от вредителей.